# Газель-бизнес
Газель-Бизнес — семейство модернизированных и рестайлинговых российских малотоннажных автомобилей, выпускаемых на Горьковском автомобильном заводе с 2010 года. Отличается от первозданного семейства моделей «Газель» повышенной надёжностью комплектующих. Межсервисный пробег был увеличен с 10 до 15 тыс. км, гарантийный срок эксплуатации — до двух лет или 80 тыс. км.
Расход топлива был снижен на 5 %, тормозной путь сокращён на 8 %.
По оценке AUTO-Consulting, новая модификация вобрала в себя «столько улучшений, сколько у „ГАЗели“ не было с момента её появления».

## История
Конструкторские работы начались в 2008 году. На основании статистики гарантийных ремонтов и продажи запчастей, а также проведённых опросов дилеров и на сайте gazell.ru (официальный сайт семейства) были доработаны 20 узлов, в конструкцию внесено 130 изменений.
Выпускается серийно с 4 февраля 2010 года. На презентации автомобиля в бутафорском госномере первой сошедшей с конвейера «ГАЗель-Бизнес» были зашифрована цена и название завода: Г425АЗ 152. Продажи в России стартовали 25 февраля 2010 года, в Республике Беларусь — 15 апреля, на Украине — 14 мая, в Азербайджане — 22 мая, в Казахстане — 28 мая, в Армении — 18 июня.
В апреле 2010 года на выставке ComTrans-2010 «Группой ГАЗ» совместно с итальянской компанией OMVL была представлена модификация с газобаллонным оборудованием.
2 июня 2010 года президент «Группы ГАЗ» Бу Андерсон сообщил, что в качестве поставщика дизельного двигателя объемом 2,8 литра для «ГАЗель-Бизнес» была выбрана компания Cummins. Производство модификации с турбодизелями Cummins ISF началось 20 июля, а продажи стартовали с 6 сентября 2010 года. «ГАЗель-Бизнес» с дизельным двигателем в базовой комплектации получили опцию круиз-контроль. В апреле 2011 года на автомобили с дизельным двигателем приходилось 15 % продаж.
В 2010 году планировалось выпустить 65 тысяч автомобилей «ГАЗель Бизнес». Продажи в первом полугодии 2010 года составили 10 тысяч, что составило 35 % от общего количества автомобилей ГАЗель, проданных за этот период. В декабре 2010 года доля моделей «БИЗНЕС» в общем объеме продаж достигла 94 %.
В июне 2011 года объём продаж достиг 100 тысяч автомобилей.
В июне в качестве опции стали устанавливать кондиционеры Sanden, одновременно автомобиль получил модернизированный двигатель УМЗ-4216.70.
По итогам 2011 года «ГАЗель-Бизнес» стала лидером продаж на российском рынке в сегменте лёгкого коммерческого транспорта.
В феврале 2013 года партия из 10 предсерийных автомобилей на СПГ (сжатом метане) была передана ООО «Газэнергосеть Нижний Новгород».
С 2015 года после выпуска семейства ГАЗель NEXT на ГАЗели Бизнес ставились ДВС УМЗ EVOTECH 2.7 (А-274). Дальше изменилась панель, зеркала, автомобили начали проходить оцинковывание кузова.

## Отличия от семейства «ГАЗель»
Внешне коммерческие автомобили семейства «Газель-Бизнес» отличаются от машин семейства «Газель» последних лет выпуска интегрированной в передний бампер решёткой радиатора (эти элементы могут быть как окрашенными, так и не окрашенными в зависимости от оснащённости конкретного авто), а также новой цветовой гаммой кабин или кузовов. Внутри автомобили нового семейства отличаются от предшественников иной передней панелью, рулевым колесом, штатной аудиосистемой с головным устройством от Blaupunkt, новым блоком управления отопителем кабины или передней части салона.
Двигатель УМЗ-4216 (в обновлённом семействе коммерческих авто — УМЗ-4216.10) получил новую программу управления впрыском, за счёт чего максимальный крутящий момент (220,5 Н·м) достигается при довольно низких для бензинового мотора 2500 оборотах в минуту. В семействе «Газель-Бизнес» были внедрены подушки двигателя Anvis Group, радиатор с алюминиевой сердцевиной TRM, компоненты электрооборудования Bosch и Brisk. В приводе тормозов использована продукция Bosch (в частности, главный тормозной цилиндр и вакуумный усилитель тормозов), в приводе сцепления — компоненты ZF и Sachs, также были внедрены гидроусилитель руля от ZF Lenksysteme и электрообогрев наружных зеркал в базовой комплектации.
Новая модификация автомобиля с 2010 года стала комплектоваться турбированным дизельным двигателем Cummins ISF американской разработки, тогда как производство «Газели» с дизельным двигателем австрийского производства «Штайер» было прекращено в 2008 году.

## Модификации
С апреля 2011 года бортовые автомобили и фургоны в качестве опции стали оснащать четырёхканальной АБС компании Bosch, с регулировкой тормозного момента на каждом колесе в отдельности. В базовую комплектацию микроавтобусов АБС входит с 2010 года.
Также выпускаются автомобили с постоянным полным приводом, раздаточная коробка которых позволяет принудительно блокировать межосевой дифференциал.
Бортовая платформа
- ГАЗ-3302-288 — трехместная кабина;
- ГАЗ-330202-288 — трехместная кабина, удлиненная платформа, грузоподъёмность 1500 кг;
- ГАЗ-33023-288 «Фермер» — шестиместная кабина, грузоподъёмность 1350 кг;

Цельнометаллический фургон
- ГАЗ-2705-288 — трехместная кабина;
- ГАЗ-2705-298 «Комби» — семиместная кабина;
- ГАЗ-27057-288 — трехместная кабина, полный привод;
- ГАЗ-27057-298 «Комби» — семиместная кабина, полный привод;

Микроавтобус
- ГАЗ-3221-288 — восьмиместный салон, АБС;
- ГАЗ-32217-288 — восьмиместный салон, полный привод, АБС;
- ГАЗ-32213-288 — тринадцатиместный салон, АБС;
- ГАЗ-322173-288 — тринадцатиместный салон, полный привод, АБС;
- ГАЗ-322132-288 — маршрутное такси, двенадцатиместный салон, АБС.
- ГАЗ-32212-288 — маршрутное такси для междугородних перевозок, двенадцатиместный салон, АБС.
- ГАЗ-225000-288 — маршрутное такси с высокой крышей, четырнадцатиместный салон, АБС.

## Экспериментальные модификации
В апреле 2010 года представили беспилотный автомобиль на базе «Газель-Бизнес», и ещё 6 автомобилей передали победителям Робототехнического фестиваля для переоборудования в автомобили-роботы и последующего участия в «РобоКросс „Селигер-2010“».
РобоКросс состоялся 18 июля 2010 года, автомобили проходили маршрут автоматически, положение определялось по сигналам ГЛОНАСС. Основной целью создания беспилотных модификаций называлась снижение издержек при проведении испытаний.
Победителем стала команда Ковровской государственной технологической академий «Red Eyes». На «РобоКросс „Селигер-2011“» команда из Коврова вновь заняла первое место.

## Перспективные модификации
20 июля 2010 года Бу Андерсон сообщил, что планируется запуск производства модели «ГАЗель-Бизнес плюс». На 2011 год также анонсирован выпуск модификации «Газель-Бизнес» на СПГ (сжатом метане) и 2-тонной версии (полная масса 4,5 тонн) с усиленным задним мостом. На 2012 год ОАО «ГАЗ» анонсировал выпуск перспективного семейства «Газель-3» полной массой от 3,5 до 5,0 тонн, двумя вариантами колёсной базы и задним приводом.